# Laia Manzanares
Laia Manzanares Tomàs, née à Barcelone le 30 mars 1994 est une actrice espagnole de théâtre, de cinéma et de télévision, principalement connue pour son rôle d'Oksana dans Merlí, et pour le clip vidéo The Less I Know the Better du projet musical australien Tame Impala , mettant en avant l'actrice comme personnage central.

## Biographie
Née à Barcelone , elle a étudié au lycée à l'Institut XXV Olimpíada, situé près du Caixaforum, et s'est formée plus tard au Col·legi de Teatre de Barcelona. Dans le monde du théâtre, elle a fait ses premiers pas en tant qu'actrice en jouant dans des pièces telles que Malnascuts, Odisseus et le particulièrement connu Temps salvatge.
Elle est devenue particulièrement connue après sa participation à la série télévisée Merlí , où elle a joué Oksana Casanoves. Elle a également participé épisodiquement à Cites, Matar al padre et El día de mañana, ainsi qu'au téléfilm Vilafranca, réalisé par Lluís Maria Güell.
Dans le monde du cinéma , elle a débuté dans des courts métrages , notamment Waste , en 2016, tandis qu'en 2017, elle a joué dans Sol creixent, une performance pour laquelle elle a été nommée aux Prix Gaudí 2018. La même année, elle faisait partie du casting de Proyecto tiempo , un film réalisé par Isabel Coixet et promu par Gas Natural Fenosa dans le cadre de la campagne d'économie et d'efficacité énergétique Cinergía , présenté au Festival de Malaga la même année.

## Projets
Son dernier film, « Alegría », sorti récemment, dans lequel elle incarne Cecilia Suárez. Ce film de Violeta Salama a été très difficile à tourner, car il se déroulait dans la petite ville de Melilla, entourée de nombreux mètres carrés de clôtures et soumise au protocole COVID. Laia Manzanares, quant à elle, a un projet qui sortira prochainement : une mini-série pour Netflix intitulée « La noche más larga » (La nuit la plus longue), bien qu'initialement appelée « Baruca », titre qu'elle préfère. Le film de Pablo Maqueda, « La desconocida » (L'inconnue), aborde des sujets plus sensibles, comme le harcèlement sexuel des mineurs. Laia a donc abordé ce tournage différemment, avec plus de respect et d'humour.
Bien que cette année 2022 ait été pleine de premières pour elle, Laia préfère ne pas créer beaucoup d'attentes car on ne sait jamais ce qui peut arriver et son objectif principal dans son travail est d'atteindre les gens, même s'il ne s'agit que d'une seule personne, mais de les atteindre.